# Callum Hendry
Callum Hendry (* 8. Dezember 1997 in Lytham St Annes, England) ist ein schottischer Fußballspieler, der beim FC Motherwell in der Scottish Premiership unter Vertrag steht.

## Karriere
Callum Hendry wurde als Sohn des schottischen Fußballspielers Colin Hendry im englischen Lytham St Annes geboren. Sein Vater spielte in dieser Zeit bei den Blackburn Rovers, mit denen er zwei Jahre zuvor die englische Meisterschaft gewonnen hatte. Seine Mutter Denise starb im Juli 2009 an den Folgen einer Meningitis, die durch eine Langzeitinfektion verursacht wurde.  Auslöser war eine sieben Jahre zuvor ausgeführte Schönheitsoperation durch einen schwedischen Chirurgen in Preston.
Nach der Fußball-Weltmeisterschaft 1998 wechselte sein Vater für zwei Jahre zu den Glasgow Rangers. Danach wuchs Callum mit drei Geschwistern in England auf. Colin Hendry spielte bis 2003 bei Coventry City, den Bolton Wanderers, Preston North End und FC Blackpool. Nach dem Karriereende musste sein Vater 2010 Privatinsolvenz anmelden.
Callum Hendry begann seine Karriere in der Jugend der Blackburn Rovers. Bis zum Jahr 2017 kam er in den verschiedenen Jugendmannschaften zum Einsatz. Nach dem Tod seiner Mutter nahm er sich eine einjährige Auszeit vom Fußball. 2015 war er für zwei Monate an den FC Clitheroe in die Northern Premier League verliehen. Zwischen 2016 und 2017 absolvierte Hendry 28 Spiele in der U23-Mannschaft der „Rovers“, für die er ohne eigenen Treffer blieb.
Im August 2017 wechselte Hendry zum schottischen Erstligisten FC St. Johnstone. Sein Debüt für den Verein aus Perth gab der Stürmer am 12. August 2017 gegen den FC Motherwell als er beim 4:1-Sieg für Steven MacLean eingewechselt wurde. Im weiteren Verlauf der Saison kam er in vier weiteren Spielen zum Einsatz. Ab August 2018 wurde Hendry für ein halbes Jahr an den schottischen Drittligisten Brechin City verliehen. Nach seiner Rückkehr zu den „Saints“ kam er öfter zum Einsatz und erzielte seine ersten Tore. Ab Februar 2021 wurde er an den schottischen Erstligisten FC Aberdeen verliehen.
Am 17. Juni 2022 unterschrieb Hendry nach seinem Abschied von St. Johnstone am 1. Juli einen Zweijahresvertrag beim EFL League Two-Klub Salford City.
Am 12. Juli 2024 wechselte Hendry zum League Two-Klub Milton Keynes Dons. Sein Debüt für den Verein gab er am 10. August 2024 bei einer 1:2-Heimniederlage gegen Bradford City. Hendry erzielte sein erstes Tor für den Verein am 24. August 2024 beim 3:0-Heimsieg gegen Carlisle United.
Hendry unterzeichnete im August 2025 einen Zweijahresvertrag beim FC Motherwell, nachdem er für eine nicht genannte Ablösesumme von Milton Keynes Dons gekommen war.